# لسانسیون، کبک
لسانسیون (به فرانسوی: L'Ascension) شهری در منطقه شهری آنتوان-لابل ناحیه لورانتید در استان کبک کانادا است. در سرشماری سال ۲۰۱۱ این شهر ۸۰۰ نفر جمعیت داشته‌است و مساحت آن ۳۴۲٫۸۳ کیلومتر مربع است.